# Chapelle Notre-Dame-des-Grâces des Escaldes
La chapelle Notre-Dame-des-Grâces des Escaldes (en catalan : Santa Maria de les Escaldes) est un édifice religieux situé dans le hameau des Escaldes, à Angoustrine-Villeneuve-des-Escaldes, dans le département français des Pyrénées-Orientales, en région Occitanie.

## Description
L'église est située sur le territoire du hameau des Escaldes, au nord du village d'Angoustrine. Elle est composée d'une nef unique terminée par une abside semi-circulaire au nord. Les parois de la nef sont percés de vitraux et tenues par des contreforts réguliers. Son plafond est voûté en berceau, couvert de lauzes, surmontées d'un clocheton à trois cloches et d'un plus petit clocheton en fer au dessus de l'abside. Elle contient un retable gothique datant de 1480, décoré autour par Joseph Sunyer.

## Histoire
Les bains sont mentionnés pour la première fois au XIVe siècle, et une première église est construite au XVIe siècle. Bien que fortement remaniée en 1817, elle était relativement petite, l'église est reconstruite en 1925, en même temps que le sanatorium, sur les plans de l'architecte Henri Martin probablement sur l'emplacement de l'ancienne église romane.